# Olympische Sommerspiele 1936/Fechten
Bei den XI. Olympischen Sommerspielen 1936 in Berlin fanden sieben Wettbewerbe im Fechten statt. Ausgetragen wurden die Wettbewerbe im Kuppelsaal und vor dem Haus des Deutschen Sports im Deutschen Sportforum auf dem Reichssportfeld im Bezirk Charlottenburg.

## Bilanz

### Medaillenspiegel
| Platz  | Land               | Gold | Silber | Bronze | Gesamt |
| ------ | ------------------ | ---- | ------ | ------ | ------ |
| 1      | Königreich Italien | 4    | 3      | 2      | 9      |
| 2      | Ungarn             | 3    | –      | 1      | 4      |
| 3      | Frankreich         | –    | 2      | 1      | 3      |
| 4      | Deutsches Reich    | –    | 1      | 2      | 3      |
| 5      | Schweden           | –    | 1      | –      | 1      |
| 6      | Österreich         | –    | –      | 1      | 1      |
| Gesamt | Gesamt             | 7    | 7      | 7      | 21     |

### Medaillengewinner
Männer
Frauen
| Disziplin      | Gold             | Silber             | Bronze                   |
| -------------- | ---------------- | ------------------ | ------------------------ |
| Florett Einzel | Ilona Elek (HUN) | Helene Mayer (GER) | Ellen Müller-Preis (AUT) |

## Ergebnisse Männer

### Degen Einzel
| Platz | Land | Athlet                     | Punkte |
| ----- | ---- | -------------------------- | ------ |
| 1     | ITA  | Franco Riccardi            | 13     |
| 2     | ITA  | Saverio Ragno              | 12     |
| 3     | ITA  | Giancarlo Cornaggia-Medici | 12     |
| 4     | SWE  | Hans Drakenberg            | 10     |
| 5     | BEL  | Charles Debeur             | 09     |
| 6     | POR  | Henrique da Silveira       | 08     |
| 7     | BEL  | Raymond Stasse             | 08     |
| 8     | GBR  | Ian Campbell-Gray          | 08     |
| 9     | HUN  | Béla Bay                   | 07     |
| 10    | GRE  | Christos Zalokostas        | 03     |

Datum: 9. bis 11. August 1936 

68 Teilnehmer aus 26 Ländern

### Degen Mannschaft
| Platz | Land | Athleten |
| ----- | ---- | --- |
| 1     | ITA  | Giancarlo Brusati, Giancarlo Cornaggia-Medici, Edoardo Mangiarotti, Alfredo Pezzana, Saverio Ragno, Franco Riccardi |
| 2     | SWE  | Gustav Almgren, Birger Cederin, Hans Drakenberg, Gustaf Dyrssen, Hans Granfelt, Sven Thofelt                        |
| 3     | FRA  | Georges Buchard, Philippe Cattiau, Henri Dulieux, Michel Pécheux, Bernard Schmetz, Paul Wormser                     |
| 4     | GER  | Hans Esser, Eugen Geiwitz, Siegfried Lerdon, Ernst Röthig, Otto Schröder, Josef Uhlmann                             |
| 5     | BEL  | Hervé du Monceau de Bergendael, Charles Debeur, Marcel Heim, Jean Plumier, Raymond Stasse, Robert T’Sas             |
| 6     | POL  | Antoni Franz, Roman Kantor, Rajmund Karwicki, Alfred Staszewicz, Kazimierz Szempliński, Teodor Zaczyk               |
| 7     | POR  | Gustavo Carinhas, Henrique da Silveira, António de Menezes, Paulo d’Eça Leal, João Sassetti                         |
| 8     | USA  | Andrew Boyd, José de Capriles, Gustave Heiss, Tracy Jaeckel, Frank Righeimer, Thomas J. Sands                       |

Datum: 7. bis 8. August 1936 

108 Teilnehmer aus 21 Ländern

### Florett Einzel
| Platz | Land | Athlet                 | Siege |
| ----- | ---- | ---------------------- | ----- |
| 1     | ITA  | Giulio Gaudini         | 7     |
| 2     | FRA  | Édward Gardère         | 6     |
| 3     | ITA  | Giorgio Bocchino       | 4     |
| 4     | GER  | Erwin Casmir           | 4     |
| 5     | ITA  | Gioacchino Guaragna    | 3     |
| 6     | BEL  | Raymond Bru            | 3     |
| 7     | FRA  | André Gardère          | 1     |
| 8     | BEL  | Georges de Bourguignon | 0     |

Datum: 5. bis 6. August 1936 

62 Teilnehmer aus 22 Ländern

### Florett Mannschaft
| Platz | Land | Athleten |
| ----- | ---- | --- |
| 1     | ITA  | Giorgio Bocchino, Manlio Di Rosa, Giulio Gaudini, Gioacchino Guaragna, Gustavo Marzi, Ciro Verratti                   |
| 2     | FRA  | René Bondoux, René Bougnol, Jacques Coutrot, André Gardère, Édward Gardère, René Lemoine                              |
| 3     | GER  | Otto Adam, Erwin Casmir, Julius Eisenecker, August Heim, Siegfried Lerdon, Stefan Rosenbauer                          |
| 4     | AUT  | Ernst Baylon, Roman Fischer, Josef Losert, Hans Lion, Hans Schönbaumsfeld, Karl Sudrich                               |
| 5     | BEL  | Raymond Bru, Georges de Bourguignon, Paul Valcke, Jean Heeremans, Henri Paternóster, André van de Werve de Vorsselaer |
| 5     | USA  | Hugh Alessandroni, Warren Dow, John Hurd, Joseph Levis, William Pecora, John Ferdinand Potter                         |
| 7     | ARG  | Ángel Gorordo, Roberto Larraz, Héctor Lucchetti, Luis Lucchetti, Manuel Torrente, Rodolfo Valenzuela                  |
| 7     | HUN  | Béla Bay, Aladár Gerevich, József Hátszeghy, Ottó Hátszeghy, Lajos Maszlay, Antal Zirczy                              |

Datum: 2. bis 4. August 1936 

99 Teilnehmer aus 17 Ländern

### Säbel Einzel
| Platz | Land | Athlet                 | Siege |
| ----- | ---- | ---------------------- | ----- |
| 1     | HUN  | Endre Kabos            | 7     |
| 2     | ITA  | Gustavo Marzi          | 6     |
| 3     | HUN  | Aladár Gerevich        | 6     |
| 4     | HUN  | László Rajcsányi       | 5     |
| 5     | ITA  | Vincenzo Pinton        | 5     |
| 6     | ITA  | Giulio Gaudini         | 3     |
| 7     | POL  | Antoni Sobik           | 2     |
| 8     | AUT  | Josef Losert           | 2     |
| 9     | BEL  | Robert Van Den Neucker | 0     |

Datum: 14. bis 15. August 1936 

71 Teilnehmer aus 26 Ländern

### Säbel Mannschaft
| Platz | Land | Athleten                                                                                           |
| ----- | ---- | -------------------------------------------------------------------------------------------------- |
| 1     | HUN  | Tibor Berczelly, Aladár Gerevich, Endre Kabos, Pál Kovács, László Rajcsányi, Imre Rajczy           |
| 2     | ITA  | Giulio Gaudini, Gustavo Marzi, Aldo Masciotta, Aldo Montano, Vincenzo Pinton, Athos Tanzini        |
| 3     | GER  | Erwin Casmir, Julius Eisenecker, Hans Esser, August Heim, Hans-Georg Jörger, Richard Wahl          |
| 4     | POL  | Władysław Dobrowolski, Adam Papée, Władysław Segda, Antoni Sobik, Marian Suski, Teodor Zaczyk      |
| 5     | AUT  | Karl Hanisch, Karl Kaschka, Hubert Loisel, Josef Losert, Karl Sudrich, Hugo Weczerek               |
| 5     | USA  | Peter Bruder, Norman Cohn-Armitage, Miguel de Capriles, Bela De Nagy, John Huffman, Samuel Stewart |
| 7     | FRA  | Roger Barisien, Marcel Faure, André Gardère, Édward Gardère, Maurice Gramain, Jean Piot            |
| 7     | HOL  | Ate Faber, Antonius Montfoort, Frans Mosman, Jacob Schriever, Franciscus van Wieringen             |

Datum: 12. bis 13. August 1936 

107 Teilnehmer aus 21 Ländern

## Ergebnisse Frauen

### Florett Einzel
| Platz | Land | Athletin           | Siege |
| ----- | ---- | ------------------ | ----- |
| 1     | HUN  | Ilona Elek         | 6     |
| 2     | GER  | Helene Mayer       | 5     |
| 3     | AUT  | Ellen Müller-Preis | 5     |
| 4     | GER  | Hedwig Haß         | 5     |
| 5     | DEN  | Karen Lachmann     | 3     |
| 6     | BEL  | Jenny Addams       | 2     |
| 7     | HUN  | Ilona Vargha       | 2     |
| 8     | AUT  | Elisabeth Grasser  | 0     |

Datum: 4. bis 5. August 1936 

41 Teilnehmerinnen aus 17 Ländern